# Chiesa di San Giovanni in Corte
La chiesa di San Giovanni in Corte è una chiesa di Napoli, sita in via San Giovanni in Corte.

## Storia
La prima notizia di un luogo di culto dedicato a san Giovanni in quella zona si trova in un documento dell'anno 923, che ne attesta l'esistenza, sita a foris sub muro publico regioni Portenobensis. La specificazione "in corte" era probabilmente dovuta ad un preesistente curtis, e poi fu mantenuta per distinguerla dalla successiva chiesa di San Giovanni a Mare.
Bartolommeo Capasso la cita come patronato della famiglia magnatizia dei Bocciaboccia. Negli anni successivi i duchi di Napoli Giovanni e Sergio donarono la chiesa all'ordine benedettino; così essa rimase di proprietà della badia di Cava de' Tirreni fino alla fine del Quattrocento, quando il cardinale Oliviero Carafa, in qualità di abate commendatario di Cava, la trasferì alla diocesi di Napoli. A quel periodo risalgono diversi interventi di rifacimento e ampliamento, e probabilmente anche la nuova dedicazione.
Alla fine dell'Ottocento, nel contesto del piano di Risanamento, il complesso fu ridimensionato per l'apertura di una nuova strada e venne dotato di una nuova facciata.
La chiesa è oggi sede della parrocchia di Sant'Arcangelo agli Armieri. Il titolo di Sant'Arcangelo agli Armieri apparteneva a due edifici storici: il primo, che sorgeva nell'antica via degli Armieri cancellata dal Risanamento (il sito della chiesa è individuabile al centro della carreggiata del corso Umberto) e non molto distante da San Giovanni in Corte, era parte di un antico monastero benedettino ed era già sconsacrato al tempo dei lavori di fine Ottocento, infatti la chiesa, già segnalata nel 1872 dal Galante come priva di elementi artistici di valore, non fu inserita nella lista degli edifici religiosi da abbattere e fu trattata come una normale costruzione.
La seconda chiesa era sorta proprio in seguito al Risanamento: di stile neogotico, si ergeva in via Carlo Troya, assai vicino a via Marina, ed era la sede della Congregazione dedicata all'arcangelo. Venne colpita dai bombardamenti durante la seconda guerra mondiale e fu poi completamente demolita negli anni settanta del Ventesimo secolo.

## Descrizione
L'edificio è a navata unica e copertura con volta a botte; sei cappelle poco profonde, tre per lato, si aprono sulla navata con archi a tutto sesto impostati su pilastri. La parte inferiore della facciata è a bugnato, quella superiore presenta quattro lesene ed frontone con cornice modanata e timpano decorato. Notevole il portale, del 1738.
L'interno conserva numerose opere d'arte di buon pregio, in particolare si ricordano: un crocifisso del '500 ritenuta della bottega di Giovanni da Nola, una tavola con la Madonna di Ognissanti del 1455, la tela di Pietro Bardellino alle spalle dell'altare maggiore, raffigurante la Madonna coi santi Ippolito e Cassiano, la Sacra Famiglia con i Santi Agata e Antonio Abate di Leonardo Olivieri (attribuita erroneamente da Napoli Sacra a Jacopo Cestaro, in realtà è opera certa e attestata del pittore pugliese proveniente dalla non più esistente Chiesa di San Giovanni in Porta) e il pregevole organo settecentesco.
Il tempio, situato nei pressi della parrocchia di Sant'Eligio Maggiore, è stato recentemente oggetto di un buon restauro sia negli esterni che negli interni.